# Chetostoma mirabile
Chetostoma mirabile es una especie de insecto del género Chetostoma de la familia Tephritidae del orden Diptera.

## Historia
Fue descrita científicamente por primera vez en el año 1948 por Chen.